# Macrocamera pansa
Macrocamera pansa is een mosdiertjessoort uit de familie van de Eminooeciidae. De wetenschappelijke naam van de soort is voor het eerst geldig gepubliceerd in 1989 door Gordon.